# Касас-де-Фернандо-Алонсо
Касас-де-Фернандо-Алонсо (ісп. Casas de Fernando Alonso) — муніципалітет в Іспанії, у складі автономної спільноти Кастилія-Ла-Манча, у провінції Куенка. Населення — 1503 особи (2010).
Муніципалітет розташований на відстані близько 170 км на південний схід від Мадрида, 80 км на південь від Куенки.

## Демографія
Динаміка населення (INE ):